# Gare de Prouvy - Thiant
La gare de Prouvy - Thiant est une gare ferroviaire française de la ligne de Lourches à Valenciennes, située sur le territoire de la commune de Prouvy, à proximité de Thiant, dans le département du Nord, en région Hauts-de-France.
C'est une halte de la Société nationale des chemins de fer français (SNCF), desservie par des trains régionaux du réseau TER Hauts-de-France. Elle est également ouverte au service de fret.

## Situation ferroviaire
Établie à 28 mètres d'altitude, la gare de Prouvy - Thiant est située au point kilométrique (PK) 235,359 de la ligne de Lourches à Valenciennes, entre les gares ouvertes de Denain (s'intercalent les gares fermées de Wavrechain et d'Haulchin - Thiant) et de Trith-Saint-Léger. C'était une gare de bifurcation, origine — au PK 54,401 depuis la gare de Lille-Flandres — de la ligne de Prouvy - Thiant au Cateau (fermée), avant la halte détruite de Fleury. Le tronc commun de ces deux lignes passe sur le pont métallique (possédant deux tabliers jumeaux) permettant le franchissement du canal de l'Escaut, à environ 850 m en direction de Denain.
C'est sur le faisceau de voies de service de cette gare, côté Valenciennes, que s'embranche la « voie-mère de la ZI de Valenciennes-Aéroport no 2 » (en partie désaffectée) desservant, après avoir contourné ledit aéroport par l'ouest, la zone industrielle de Prouvy - Rouvignies.
La majeure partie des voies de la gare, notamment les principales, est électrifiée en courant alternatif monophasé (25 kV – 50 Hz).
Prouvy - Thiant dispose de trois quais : le premier (jouxtant le bâtiment voyageurs) est désaffecté, car il est contigu à la voie de l'ancienne ligne de Prouvy - Thiant au Cateau ; les deux autres (utilisés pour la desserte) ont respectivement une longueur de 168 m, pour la voie 1, et de 170 m, pour la voie 2.

## Histoire
Prouvy - Thiant était autrefois reliée au Cateau, par Haspres et Solesmes. Ces deux dernières communes ont également été reliées par une voie ferrée d'intérêt local, à écartement métrique, dont le tracé originel d'août 1887 (modifié en mars 1891) projetait alors d'utiliser cette gare comme point de départ.
En 1960, la gare dispose de voies de garage et dessert plusieurs embranchements particuliers.
En 2023, la SNCF estime la fréquentation de cette gare à 2 380 voyageurs.

## Service des voyageurs

### Accueil
Prouvy - Thiant est une halte de la SNCF, de type point d'arrêt non géré (PANG), à accès libre.
Deux passages planchéiés permettent la traversée des voies.

### Desserte
La halte est desservie par des trains régionaux TER Hauts-de-France, qui effectuent des missions omnibus entre Cambrai et Valenciennes (ligne P63).

### Intermodalité
La gare est en correspondance avec la ligne 30 du réseau de bus Transvilles, par l'intermédiaire de l'arrêt Prouvy Gare.
Un parking est aménagé devant le bâtiment voyageurs.

## Service des marchandises
La gare est ouverte au service de fret. Elle dessert une installation terminale embranchée.